# Camelopardalis B
Camelopardalis B (również Żyrafa B) – karłowata galaktyka nieregularna (Irr), znajdująca się w gwiazdozbiorze Żyrafy. Camelopardalis B należy do grupy galaktyk Maffei.